# Kuch Khatti Kuch Meethi
Kuch Khatti Kuch Meethi – bollywoodzki komediodramat rodzinny i miłosny z Kajol w podwójnej roli. Towarzyszy jej Sunil Shetty. Film w 2001 roku wyreżyserował Rahul Rawaila, autora Anjaam. 

## Obsada
- Kajol – Tina / Sweety Khanna
- Rishi Kapoor – Raj Khanna
- Rati Agnihotri – Archana Khanna
- Sunil Shetty – Sameer
- Mita Vasisht – Devyani (Raja przyrodnia siostra)
- Pramod Muthu – kochanek Devyani lover (Doctor)
- Pooja Batra – Savitri (gościnnie)
- Mayur – Teddy (Devyani's son)
- Razak Khan – Baloo

## Muzyka
Autorem muzyki jest Anu Malik.
- Tumko Sirf Tumko – 1
- Neend Ud Rahi Hai
- Saamne Baith Kar
- Ab Nahi To Kab
- Tumko Sirf Tumko – 2
- Khud Bhi Nachungi
- Band Kamre Mein
- Kuch Kuch Khatti